# Station El Clot-Aragó
El Clot-Aragó is a treinstation in El Clot - Camp de l'Arpa in het district Sant Martí in Barcelona. Het wordt aangedaan door de Rodalies Barcelona stoptreindienst en ook enkele middellange afstandslijnen van de Catalunya Exprés. Passagiers kunnen hier overstappen op het metrostation Clot van de metro van Barcelona. Net zoals het metrostation is dit station geheel ondergronds en ligt onder Carrer d'Aragó en Avinguda Meridiana.

## Lijnen
- Rodalies Barcelona: Lijn R1 en Lijn R2.
- Catalunya Exprés: Ca-1, Ca-2, Ca-3, Ca-4a, Ca-6, R-42

## Metro
- Clot: L1 en L2.